# Raymond Diocrès

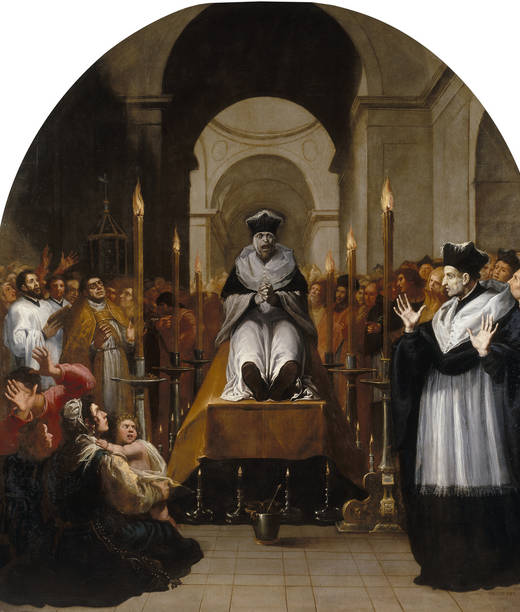
Vicente Carducho: La conversión de san Bruno ante el cadáver de Diocrès (1626-1632). Monasterio del Paular.

Raymond Diocrès es el protagonista de una leyenda en la que se dice que fue un profesor de la Universidad de París, fallecido en 1084.

## La Leyenda
El único episodio conocido y más famoso de Diocrès, fue recreado en distintas obras artísticas, lo que fue su funeral, en el que habló brevemente ya muerto para asegurar que Dios le había juzgado y condenado. Uno de sus alumnos, Bruno de Colonia, asistió a tal milagro y decidió abandonar la vida civil e ingresar como monje.
Las clases de Diocrès y su funeral figuran entre las escenas iluminadas de Las muy ricas horas del Duque de Berry. Pintores como Vicente Carducho, Gregorio Bausá o Eustache Le Sueur también recrearon escenas de su vida, especialmente las relacionadas con la vocación de san Bruno.

## Inconsistencias
Se dice que Diocres fue maestro de la Universidad de París, sin embargo la Universidad de París fue instituida hasta el año 1150. Por otro lado San Bruno ya era sacerdote y canónigo para el año 1082. La noticia del funeral de Diocrés se dio hasta el año 1300. Los cartujos no reconocen el episodio de san Bruno. San Bruno en sus documentos escritos no menciona tal episodio, sin embargo es probable que haya facilitado su decisión de hacerse eremita, junto con su disputa con un obispo después destituido, por lo cual después fundó la Orden de los Cartujos.